# Katedrála Agia Napa
Katedrála Agia Napa (řecky Καθεδρικός Ναός Αγίας Νάπας) je katedrála kyperské pravoslavné církve v Lemesosu. Je zasvěcena Panně Marii a podle tradice byla tak pojmenována po zde nalezené ikoně Panny Marie. Katedrála se nachází v ulici Agios Andreou v lemesoském starém městě a byla postavena na konci 19. století na zbytcích staršího a menšího byzantského kostela.